# (11584) Ferenczi
(11584) Ferenczi ist ein Asteroid des Hauptgürtels, der am 10. August 1994 vom belgischen Astronom Eric Walter Elst am La-Silla-Observatorium (IAU-Code 809) der Europäischen Südsternwarte in Chile entdeckt wurde.
Der Asteroid wurde nach dem ungarischen Nervenarzt und Psychoanalytiker Sándor Ferenczi (1873–1933) benannt.